# Suzanne Imber
Suzanne (Suzie) Imber (nacida en mayo de 1983) es científica planetaria y vicerrectora (de estudiantes) de la Universidad de Leicester. Fue la ganadora del programa de televisión de 2017 de la cadena BBC Two Astronauts, Do You Have What It Takes?

## Educación
Imber nació en Aylesbury, Buckinghamshire. Fue a la Escuela Berkhamsted en Hertfordshire, y creció escuchando historias de la exploración al Antártico del siglo XX, un lugar que todavía espera llegar a visitar alguna vez en su vida. Un hito a destacar mientras estaba en la escuela fue ganar el campeonato nacional de Lacrosse en el año 2000. Hizo una licenciatura de 4 años en el Imperial College London, del que se graduó cum laude en 2005. Fue capitana del equipo de Lacrosse de la Universidad de Londres y jugó con el equipo nacional sub-21. Realizó dos estancias en la NASA mientras estaba en el Imperial, trabajando en la división de heliofísica en el Goddard Space Flight Center, que hizo que se decantara por la ciencia planetaria. Hizo un doctorado PhD (finalizado en 2008) titulado Auroral and Ionospheric Flow Measurements of Magnetopause Reconnection during Intervals of Northward Interplanetary Magnetic Field, en la University of Leicester.

## Investigación y carrera profesional
Imber se unió al Centro de Vuelo Espacial Goddard en Maryland en 2008 como científica investigadora de la NASA. Allí estudió 'Clima espacial', contribuyendo a comprender cómo la energía y el impulso del viento solar influyen en los entornos de la Tierra y Mercurio, utilizando datos de las naves espaciales de la NASA y la ESA combinados con observaciones terrestres. Su supervisor y mentor fue el profesor Jim Slavin, quien participó en la misión MESSENGER a Mercury.
En 2011 regresó a la Universidad de Leicester como investigadora asociada de postdoctorado. En 2014 recibió una beca del Leverhulme Trust Fellowship, "Los vientos fuertes sacuden la magnetosfera de Mercurio". Imber es profesora visitante en la Universidad de Míchigan, así como la única miembro del Reino Unido del Equipo Científico MESSENGER de la NASA, en reconocimiento a su trabajo en el estudio de la magnetosfera de Mercurio. Es coinvestigadora del espectrómetro de rayos X de imágenes de mercurio (MIXS), un instrumento diseñado y construido en la Universidad de Leicester, actualmente a bordo de la próxima misión Mercury de la Agencia Espacial Europea, BepiColombo, que se lanzó el 19 de octubre de 2018. Este instrumento está diseñado para determinar la composición de la superficie de Mercurio con un detalle sin precedentes (destinado a resolver cuestiones clave sobre la formación y evolución de Mercurio), y también medirá la aurora de rayos X de Mercurio, un fenómeno descubierto recientemente por el equipo de investigación de Imber que estudia la magnetosfera de Mercurio.
En 2017, Imber fue seleccionada para el programa de BBC Two, Astronauts, Do you have what it takes? Tuvo que soportar varios desafíos, incluido hablar ruso en una centrífuga después de soportar 4.5 g, participar en procedimientos de emergencia en una instalación de entrenamiento submarina y tomar su propia sangre. Ganó el concurso y recibió una recomendación de Chris Hadfield para unirse a la Agencia Espacial Europea. Desde que ganó, Imber ha lanzado un gran programa de información pública en su tiempo libre, hablando personalmente con más de 35.000 escolares en cientos de escuelas en todo el país y dando más de 60 conferencias públicas en el transcurso de 12 meses. Su objetivo es elevar las aspiraciones de los jóvenes y compartir su viaje y su entusiasmo por su carrera como científica espacial.
En 2019, Imber pronunció la conferencia conmemorativa de Claudia Parsons en la Universidad de Loughborough.
Recibió el premio Rosalind Franklin en 2021 por sus "logros en el campo de la ciencia planetaria y su propuesta de proyecto bien considerada con potencial de alto impacto".